# 튀메르 메틴
튀메르 메틴(튀르키예어: Tümer Metin, 1974년 10월 14일, 종굴다크 주 종굴다크 ~)은 튀르키예의 전직 프로 축구 선수로, 현재 평론가로 활동하고 있다.
메틴은 현역 시절에 수 차례 우승을 거두었는데, 베식타시와 페네르바흐체가 각각 100주년을 기념하는 해에 모두 리그를 우승했다. 국가대항전에서는 튀르키예 국가대표팀 일원으로 26번의 경기에 출전해 7골을 기록했다.

## 경력
메틴은 종굴다크 출신이다. 삼순스포르에서 4년을 활약한 메틴은 2001년에 동료 일한 만스즈와 함께 베식타시로 이적했다. 그는 2006년 6월, 그는 5년 동안 활약한 베식타시를 뒤로 하고 페네르바흐체와 계약했다.
메틴은 AZ와의 UEFA컵 2006-07 시즌 32강 경기에서 일약 주인공이 되었다. 이스탄불에서 열린 1차전에서, 메틴은 노란 카나리아 군단의 선제골에 일조했고, 2골로 동점을 이룩하여 경기를 3-3으로 끝냈다. 2차전에서는 더욱 맹활약했는데, 중원에서 14.4미터 앞 문전으로 질주해 공을 위쪽 구석으로 차넣어 골문을 흔들었다. 메틴은 알크마르에서 열린 2차전에서도 선제골을 기록했는데, 옆면으로 감아차 넣었지만, 결과는 2-2였고, 페네르바흐체는 원정 다득점 원칙에 따라 16강 진출이 좌절되었다.
2008년 1월 이적 시장에서, 메틴은 페네르바흐체에서 수페르리가 엘라다의 AEL로 이적했는데, 처음에는 2008년 6월까지 임대 계약을 맺었다. 메틴은 그리스 무대에 연착륙하여 이적 후 첫 경기에서 득점도 신고했다. 20011년 8월 9일, 그는 케르키라와 1년 계약을 맺었다. 2011년 12월 9일, 그는 현역 은퇴를 선언했다.

## 은퇴 후
은퇴 후, 그는 "메틴 올마크"(Metin Olmak) 회고록을 2013년 5월에 출판했다. 그의 저서에는 미르체아 루체스쿠와 르자 찰름바이 감독과의 막후 다툼과 뒷담화 내용이 수록되어 있었고, 비센테 델 보스케 감독과의 말싸움도 수록되어 있으며, 그리스 말년에 어떻게 자신의 성격이 바뀌었는지도 저술되었다.
2019년 9월 메틴은 TRT 스포르의 평론가가 되었다.

## 사생활
메틴은 베식타시의 지지자이다. 그는 몸에 "오직 신만이 날 판단할 수 있다"라고 문신을 새겼다. 2019년, 메틴은 튀르키예의 배우 감제 토푸즈와 교제했는데, 그녀는 "사랑과 벌"(Aşk ve Ceza)을 포함해 몇 편의 튀르키예 드라마에 출연했다.

## 수상
베식타시
- 쉬페르리그: 2003
- 튀르키예 쿠파스: 2006

페네르바흐체
- 쉬페르리그: 2007
- 쉬페르 쿠파: 2007

튀르키예
- 유럽 선수권 대회 4강: 2008[8][9][10]